# Lužický hřbet

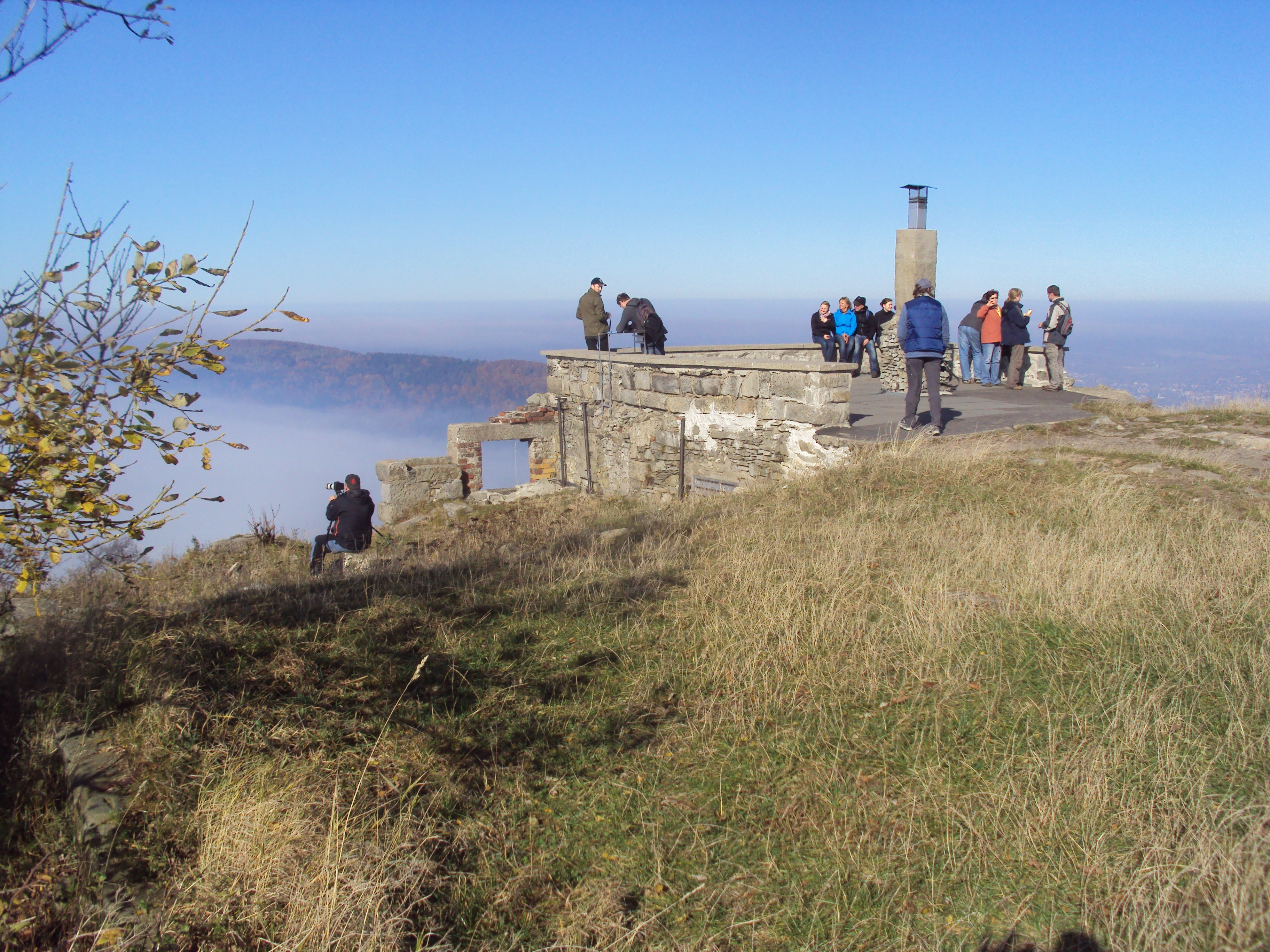
Vrchol Luže

Lužický hřbet je geomorfologický podcelek, hlavní hřeben Lužických hor na severu České republiky, v okresech Děčín, Česká Lípa a Liberec, na hranicích z Saskem. Nejvyšším vrcholem je 793 metrů vysoký Luž, nejnižší poloha je 300 metrů západně od Hrádku nad Nisou. Hřeben je široký 3 – 8 km.

## Složení
Tvoří jej jednotlivé znělcové a trachytové, vzácněji i čedičové kupy spojené do zřetelného hřebene. Vyskytuje se zde i pískovec.

## Členění
Lužický hřbet (dle Demka IVA-2A) má dvě části - okrsky, Jedlovský hřbet (IVA-2A-a), jehož nejvyšší horou je 793 metrů vysoká Luž (nejvyšší hora celých Lužických hor) a druhým geomorfologickým okrskem je Hvozdský hřbet (IVA-2A-b) s Hvozdem (749 m.). Oba tyto podcelky se dále dělí do podokrsků.
Je ohraničen zlomem Lužické poruchy od vrchu Spravedlnost v okrese Děčín po Horní Sedlo v okrese Liberec. Na východní straně je Ještědsko-kozákovský hřbet, ze severní strany Žitavské hory v Sasku, od jihu Ralská pahorkatina.

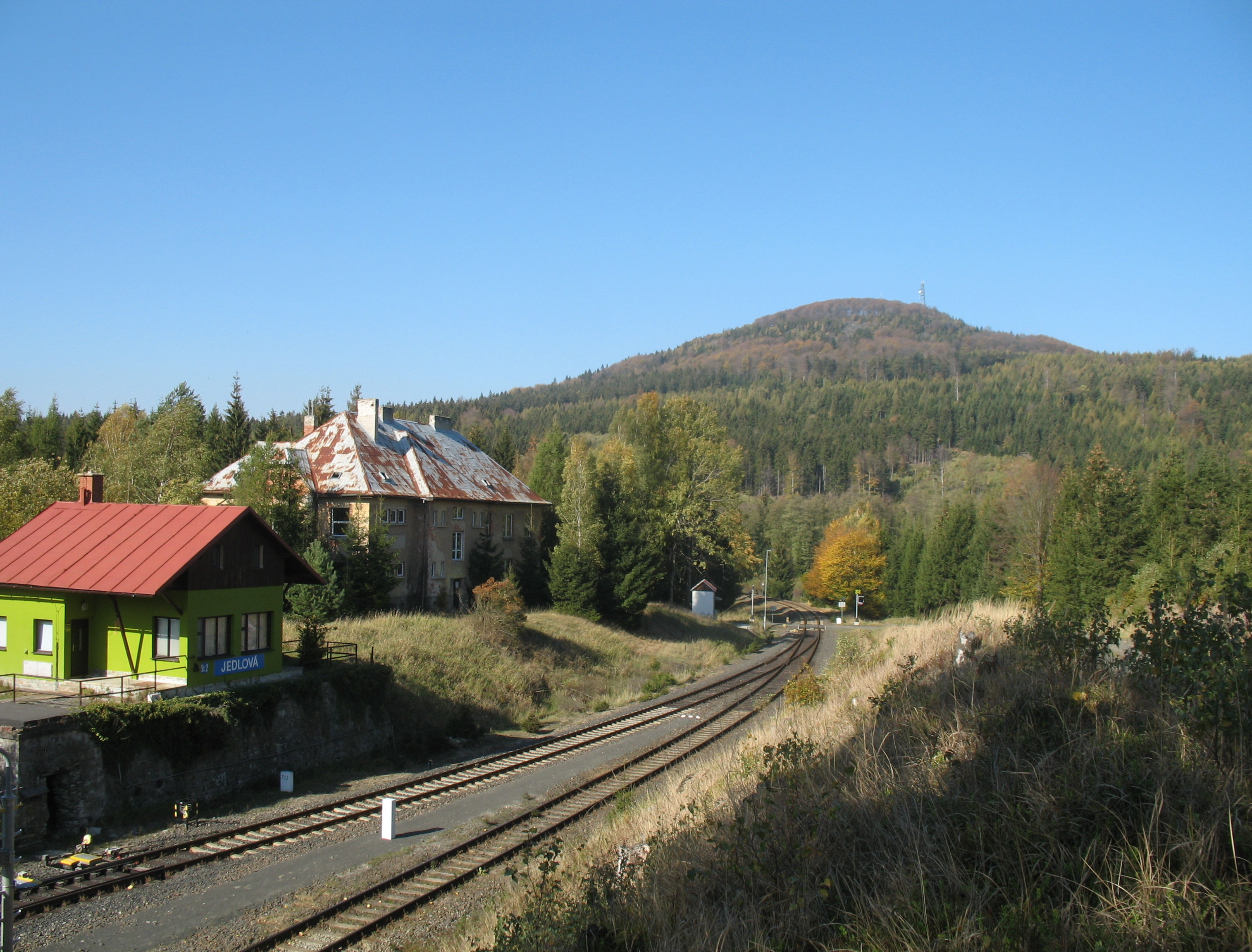
Pohled na Jedlovou ze stejnojmenného nádraží

Druhým z podcelků Lužických hor je Kytlická hornatina (IVA-2B).

## Nejvyšší vrcholky
Uváděna nadmořská výška, nikoli převýšení.

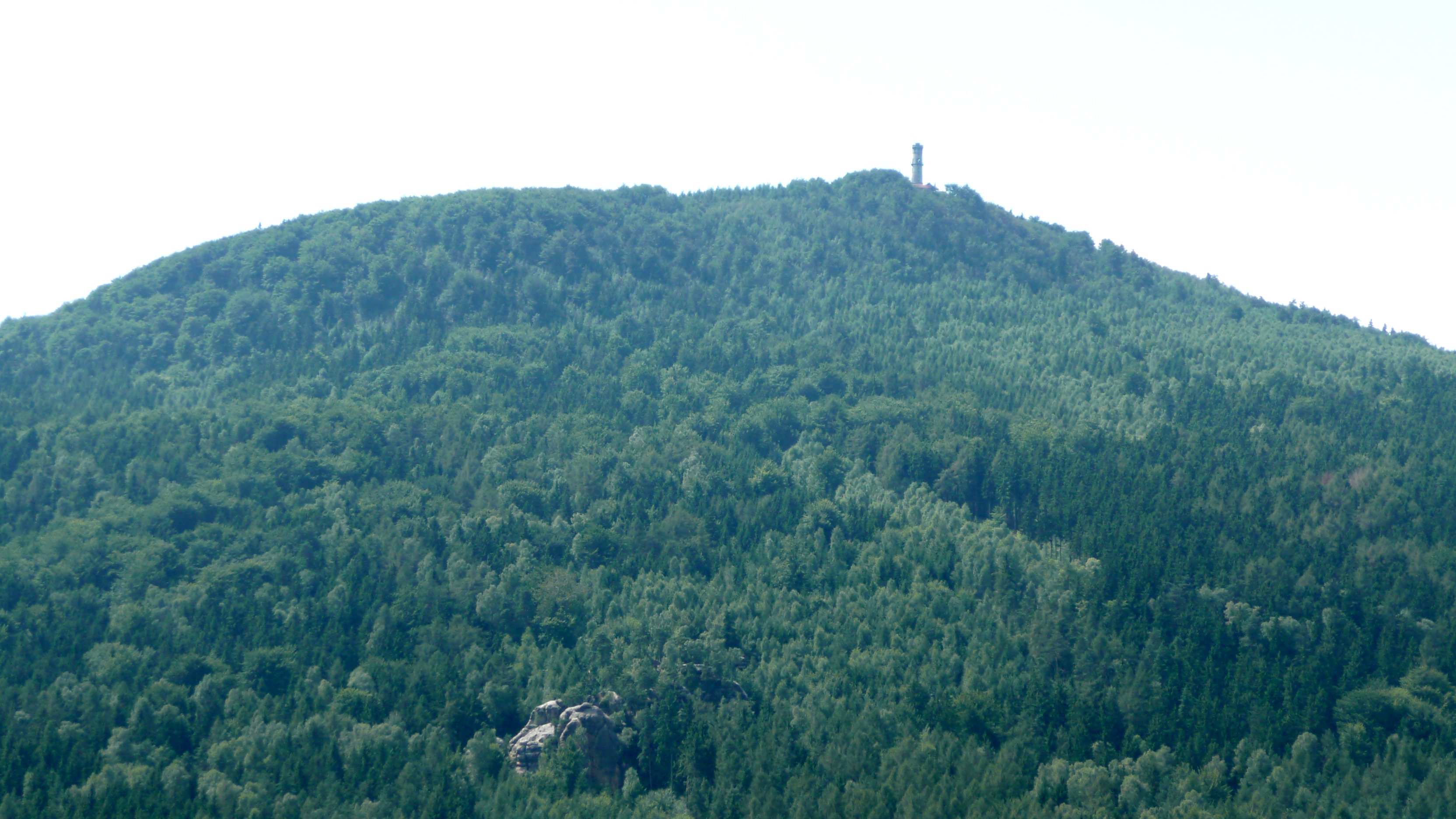
Pohled na hraniční Hvozd z saského Oybina

- Luž 793 m, hraniční hora, nejvyšší hora okresu Česká Lípa, patří pod Jedlovský hřbet
- Pěnkavčí vrch 792 m, okres Česká Lípa, patří pod Jedlovský hřbet
- Jedlová 776 m, okres Děčín, Jedlovský hřbet
- Hvozd, 749 m, okres Liberec, Hvozdský hřbet
- Weberberg 711 m, okres Děčín, Jedlovský hřbet
- Bouřný 703 m, okres Česká Lípa, Jedlovský hřbet
- Jelení skála, 676 m, Jedlovský hřbet
- Tolštejn, 670 m, okres Děčín, Jedlovský hřbet
- Čihadlo, 665 m, Jedlovský hřbet, (jsou i další Čihadla)
- Stožec, 665 m, Jedlovský hřbet
- Ptačinec, 660 m, Jedlovský hřbet
- Malý Stožec, 659 m, Jedlovský hřbet
- Plešivec, 653 m, (Plešivců je víc, viz Plešivec)

## Ochrana přírody
Celá oblast Lužického hřbetu je v péči Chráněné krajinné oblasti Lužické hory. Je zde několik přírodních památek a rezervací a řada naučných stezek. 

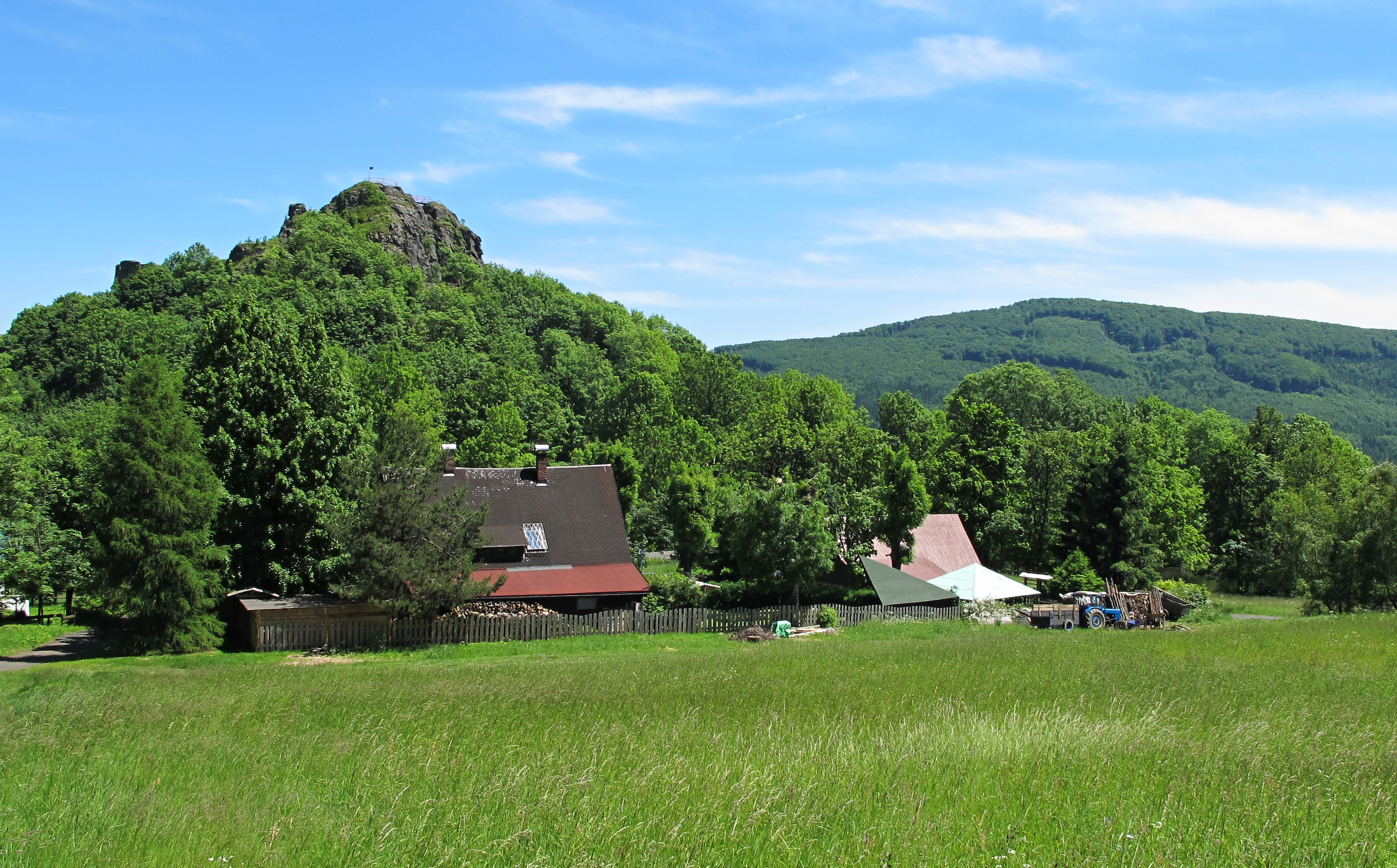
Pohled na Tolštejn